# Волков Михайло Давидович
Волков Михайло Давидович (справжнє прізвище — Вільф, 26 вересня 1932 — 22 липня 2001) — радянський і російський актор театру і кіно. Заслужений артист РРФСР (1978).

## Життєпис
Михайло Волков народився в Україні — у Проскурові (нині — Хмельницький). Закінчив Київський інститут театрального мистецтва ім. І. К. Карпенка-Карого (1954).
Служив у Миколаївському драматичному театрі і в Київському театрі юного глядача.
У 1961—2001 роках — актор Ленінградського (потім — Санкт-Петербургського) Великого драматичного театру ім. Горького (нині — ім. Г. О. Товстоногова).
Зіграв близько сорока ролей у кіно (переважно — головних), фільмах-спектаклях і телефільмах. Знявся в українському художньому фільмі «Родина Коцюбинських» (1970, Керенський).
Глибокий різноплановий драматичний актор. Володів красивою мужньою зовнішністю.
Працював над дубляжем, зокрема озвучив роль Абдулли в популярному фільмі «Біле сонце пустелі» (1969).
Пішов з життя 22 липня 2001 року після тривалої хвороби. Похований на Казанському кладовищі у місті Пушкін.

## Творчість

### Театральні ролі
(вибірково)
- 1960 (дата постановки) — «Загибель ескадри» О. Є. Корнійчука — Фрегат
- 1962 — «Лихо з розуму» ((рос.) «Горе от ума») О. Грибоєдова — Молчалін
- 1964 — «104 сторінки про любов» за п'єсою Е. С. Радзинського — Євдокимов
- 1967 — «…Правду! Нічого, крім правди!» Д. Аля — Джон Кеннеді (у 1969 році спектакль був екранізований)
- 1970 — «Неспокійна старість» Л. Рахманова — Воробйов
- 1972 — «Ревізор» М. В. Гоголя — Іван Кузьмич Шпекін, поштмейстер (спектакль був екранізований)
- 1974 — «Енергійні люди» В. М. Шукшина — Чернявий (у 1989 році спектакль був екранізований)
- 1975 — «Історія коня» за повістю «Холстомер» Л. М. Толстого — Милий; він же офіцер; він же Бобринський (у 1989 році спектакль був екранізований)
- 1983 — «Смерть Тарєлкіна» О. Колкера (опера-фарс за мотивами комедії О. Сухово-Кобиліна, лібрето В. Вербина) — Варравін (у 1983 році спектакль був екранізований) та ін.

### Фільмографія
- «Рембрандт» (1963, фільм-спектакль, Флінк, учень Рембрандта)
- «Обломов» (1965, Андрій Іванович Штольц)
- «Страх і відчай у Третій імперії» (1965)
- трилогія:
  - «Шлях до „Сатурна“» (1967, головна роль — Крилов/Крамер)
  - «Кінець „Сатурна“»
  - «Бій після перемоги» (1972)
- «Пасажир з „Екватора“» (1968, Філіп Максимович Ключик, інженер-гідроакустик)
- «Вам!» (1969, телефільм, Володимир Маяковський)
- «Крах імперії» (1970, Керенський)
- «Переступи поріг» (1970, ректор інституту)
- «Надбання республіки» (1971, покупець колекції)
- «Фієста» (1971, фільм-спектакль, головна роль — Джейк Барнс)
- «Командир щасливої „Щуки“» (1972, Валерій Рудаков)
- «Крах інженера Гаріна» (1973, Шефер)
- «Таємниця гірського підземелля» (1975, батько Марата)
- «Постріл у спину» (1979, головна роль — Шутін Євген Олександрович)
- «Кодова назва „Південний грім“» (1980, Олексій Іванович Данилов)
- «Перстень з Амстердама» (1981, пан Гутман, резидент іноземної розвідки)
- «Привал мандрівників» (1991, генерал МУРу Сергій Всеволодович Ларіонов) та ін.
- «Утриманка» (1998, к/м) — остання роль